# Сокровища мёртвых
«Сокровища мёртвых» — российский шестисерийный телефильм 2003 года. Режиссёр — Игорь Шавлак.

## Сюжет
Молодой учёный-историк Эдик, занимающийся изучением легенд о «Золотой бабе», узнаёт о её поисках, проводившихся в 1930-е годы, результаты которых канули в архивах НКВД. Он просит своего друга — бывшего сокурсника, а ныне «чёрного копателя» Сергея похитить в спецхране документы. Друзья, собрав бывших сокурсников — сестру Сергея библиотекаршу Аню, к которой Эдик не равнодушен, Киру, Машу и Стаса, решают отправиться в леса Западной Сибири на поиски сокровищ, наняв местного проводника. Но по их следу идут прознавшие о пещере с золотом уголовники Шептало и Хлуд, а также местный криминальный авторитет «Пермяк» со своей бандой на лошадях. В итоге до заветного золота живым доберётся лишь Сергей, единственный, кто отправился на поиски не ради меркантильного интереса, верящий, что к «Золотой бабе» можно обратиться с просьбой о невозможном.

## В ролях
- Михаил Мамаев — Сергей
- Светлана Меткина — Аня
- Игнатий Акрачков — Эдуард
- Алексей Моисеев — Стас
- Алла Ковнир — Маша
- Елена Елова — Кира
- Игорь Рыбак — проводник
- Владимир Нисков — Хлут
- Валерий Гурьев — Шептало
- Валерий Чемоданов — Пермяк
- Алексей Симановский — Алекс
- Дилия Рузиева — шаманка
- Любовь Полищук — отшельница
- Владимир Свешников — Звягинцев-младший

## О фильме
Фильм снят телерадиокомпанией «Югра», при этом отмечается, что это самый её успешный проект: на сайте КиноПоиск фильм имеет рейтинг 7.2 балла, что необычайно высоко для фильмов данной компании, обычно вообще не имеющих рейтинга и отзывов.
Местами съёмок стали леса Мордовии, предгорье приполярного Урала, посёлок Берёзово и город Ханты-Мансийск.
Премьера состоялась в мае 2003 года на телеканале НТВ.